# Olmué
Olmué es una comuna y pueblo de Chile ubicado en la provincia de Marga Marga, Región de Valparaíso, dentro de la zona central del país. Su principal fuente de ingresos se basa en el turismo y es reconocida por el Festival del Huaso de Olmué.

## Toponimia
El nombre de Olmué proviene del mapudungun wülngu ('huilmo') y we ('lugar, paraje'), cuyo significado es "lugar de huilmos". Este, al ser adaptado al español daría nombre a la hacienda de "Gulmúe", de propiedad de Mariana de Osorio, viuda de don Alonso de Rivera y Figueroa, en donde más tarde se formaría el pueblo de Olmué.

## Historia

### Orígenes
La historia de esta comuna se remonta al año 1400, cuando llegan tropas enviadas por el Inca Huayna Cápac, que fundan algunas colonias mitimaes, pero que no modifican el sistema de vida ni el idioma de los aborígenes.
Años más tarde, el conquistador español Pedro de Valdivia cruzó este valle capitaneando a sus hombres hacia la fundación de Santiago, transformando sus cordones montañosos en la ruta habitual entre Valparaíso y Santiago, lo que hoy conocemos como La Dormida, precisamente por ser el lugar de descanso para los viajeros.

### Hacienda de Gulmué
Mariana de Osorio fue la propietaria de las tierras de la Estancia de Gulmué, quien las heredó de su matrimonio con don Alonso de Rivera y Figueroa. El 26 de mayo de 1612 decidió mediante un testamento, que al morir, las tierras pasarían a ser de los indios que trabajaban en el lugar y sus descendientes, además, dejó estipulado que ni los ministros de su majestad podrían quitarle las tierras.

### La visita de Charles Darwin
Luego, el 17 de agosto de 1834, Olmué recibió la visita del naturalista inglés, Charles Darwin, quien ascendió al Cerro La Campana quedando maravillado al ver cordillera de Los Andes y el océano Pacífico, desde un mismo punto.

### Fundación
Olmué se fundó como comuna el 14 de octubre de 1893 mediante decreto, y su primer alcalde fue Juan Crisóstomo Toledo, quien mantuvo el cargo por 27 años. En 1927 Olmué fue anexada a la comuna de Limache, pero recuperó su calidad de comuna el 18 de enero de 1966, asumiendo como alcalde Hugo Quinteros Venegas.

## Medio ambiente

### Geomorfología y componentes abióticos

Trazado simplificado de los ecosistemas y cuerpos de agua presentes en la comuna de Olmué.

La comuna de Olmué se encuentra emplazada en las unidades geomorfológicas de Llanos de sedimentación fluvial o aluvional y Cordillera de la costa; y presenta según la clasificación climática de Köppen clima mediterráneo de lluvia invernal (Csb) y clima mediterráneo de lluvia invernal de altura (Csb (h)). Esta además se halla entre las cuencas hidrográficas de río Aconcagua y río Maipo. Además, la comuna posee diversos cuerpos de agua, entre los que se destacan el estero Granizo, estero Lliulliu, estero Pelamote y el estero Pelumpen.

### Componentes bióticos
Dentro del territorio de la comuna se pueden hallar los siguientes ecosistemas:
- Bosque caducifolio mediterráneo costero donde predominan Nothofagus macrocarpa y Ribes punctatum (Vulnerable)
- Bosque esclerófilo mediterráneo andino donde predominan Quillaja saponaria y Lithrea caustica (Vulnerable)
- Bosque esclerófilo mediterráneo costero donde predominan Cryptocarya alba y Peumus boldus (Vulnerable)
- Bosque esclerófilo mediterráneo costero donde predominan Lithrea caustica y Cryptocarya alba (Casi amenazado)

### Medidas de protección ambiental y conflictos socioambientales

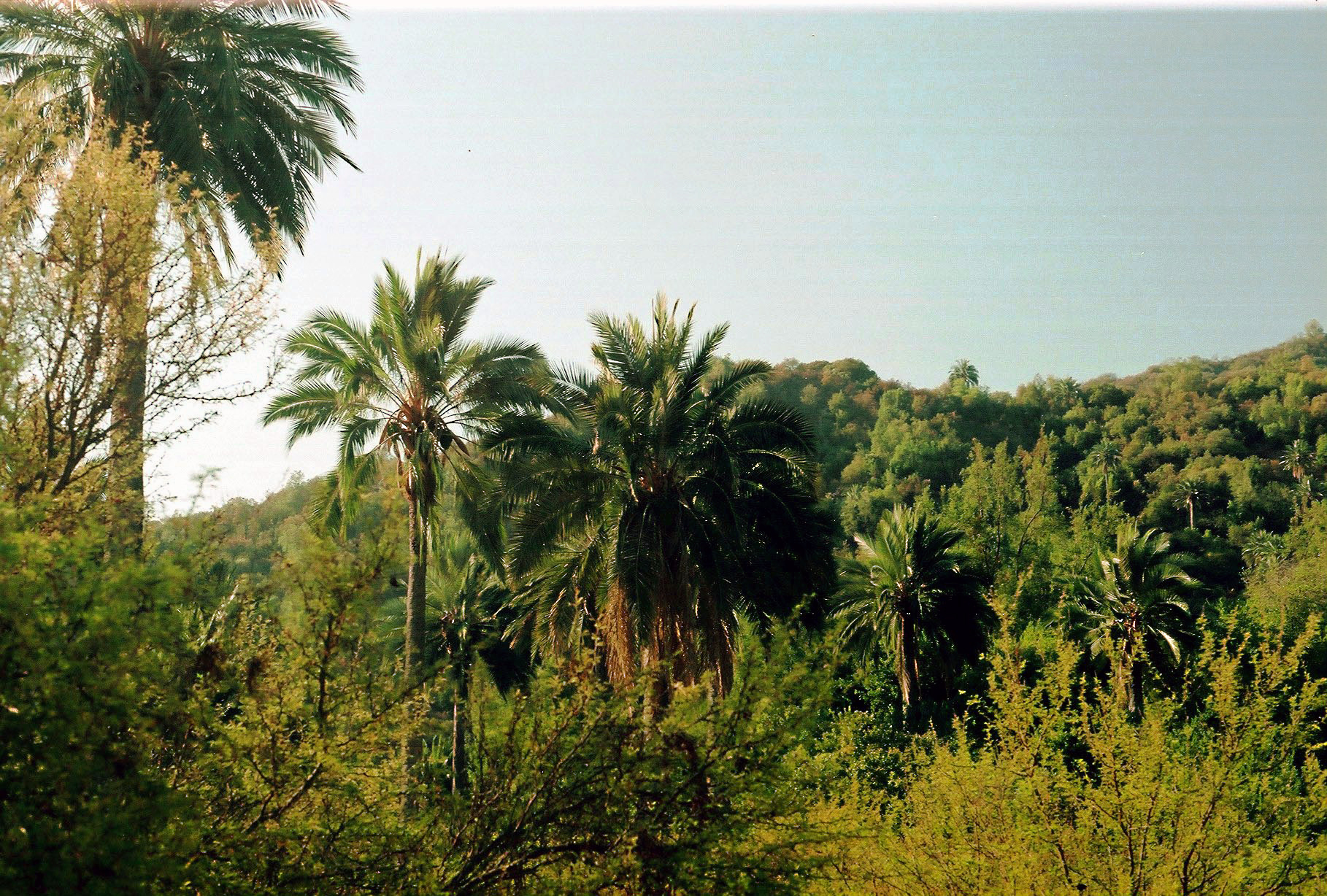
Parque nacional La Campana

Olmué cuenta con una geografía compuesta por valles y fuertes pendientes, siendo la montaña más importante el cerro La Campana el cual se encuentra en el área del parque nacional La Campana, declarado por la ONU como reserva mundial de la biósfera.
Hasta 2022, la comuna de Olmué cuenta con las siguientes zonas que poseen algún nivel de protección ambiental:
- Ampliación Sur La Campana (Sitios ERB)[18]
- Colliguay (Sitios ERB)[19]
- El Roble (Sitios Ley 19.300)[20]
- La Campana - Peñuelas (Reserva Biósfera)[21]
- Parque Nacional La Campana (parque nacional)
- Santuario de la Naturaleza el Roble (Asociación de comuneros de Caleu) (Iniciativa de Conservación Privada)[22]
- Santuario de la Naturaleza Sector del Cerro El Roble (Santuario de la Naturaleza)[23]

## Demografía
La comuna posee una superficie de 232.0 km² y según los datos recolectados en el Censo de Población y Vivienda del año 2017 realizado por el Instituto Nacional de Estadísticas, dispone de una población de 17.516 habitantes, de los cuales son 8.919 mujeres y 8.597 hombres. Olmué acoge al 0,96% de la población total de la región.

## Administración

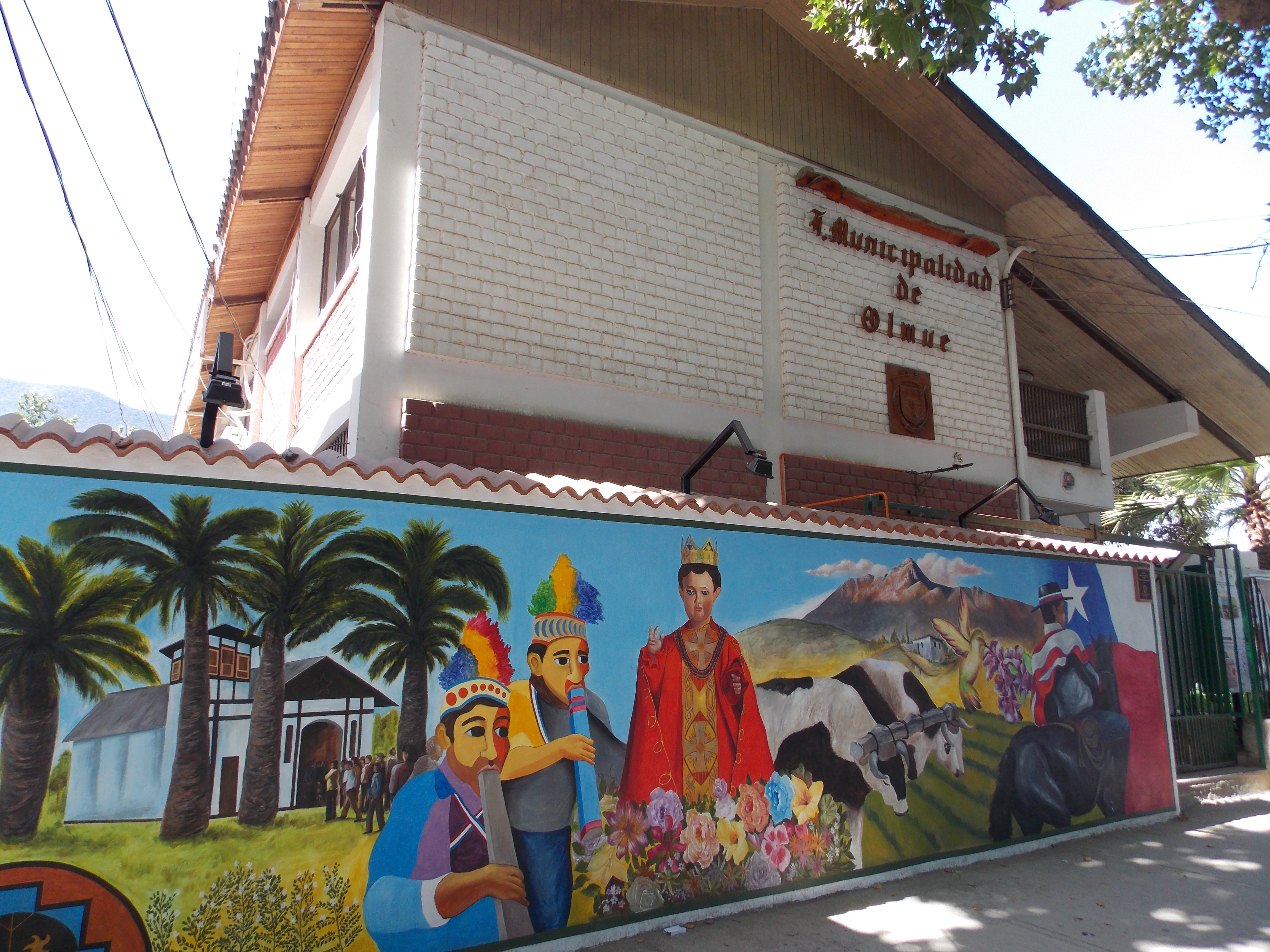
Frontis Municipalidad de Olmué.

### Municipalidad
La Ilustre Municipalidad de Olmué es dirigida por el alcalde Jorge Jil Herrera (Ind.).
El Concejo Municipal, está conformado por:
- Patricia Arancibia Gómez (RN)
- Trinidad Cisternas Gutiérrez (PRCh)
- Sebastián Guajardo Caneo (Ind./PR)
- Diego Umaña Esteban (Ind./PP)
- Tomas Aranda Miranda (DC)
- Beatriz Apablaza Martínez (UDI)

### Representación parlamentaria
Olmué pertenece al Distrito Electoral n.º 6 y a la VII Circunscripción Senatorial (Valparaíso).
Es representada en la Cámara de Diputadas y Diputados del Congreso Nacional por Diego Ibáñez Cotroneo (CS), Carolina Marzán Pinto (PPD), Andrés Longton Herrera (RN), Nelson Venegas Salazar (PS), Chiara Barchiesi Chávez (PRCh), Camila Flores Oporto (RN), Gaspar Rivas Sánchez (PDG) y María Francisca Bello (CS). A su vez, es representada en el Senado por Ricardo Lagos Weber (PPD), Isabel Allende Bussi (PS), Juan Ignacio Latorre Rivero (RD), Kenneth Pugh (RN) y Francisco Chahuán Chahuán (RN).

### Gobierno Regional
El gobernador regional es Rodrigo Mundaca Cabrera (Ind.).
Es representada en el Consejo Regional de Valparaíso por los consejeros de Marga Marga: Sebastián Farfán Salinas (CS), Danitza Catricheo Muñoz (Ind. FA), Percy Marín Vera (RN) y Marcos Tricallotis Campaña (PRCh).

## Economía
El comercio de la ciudad se concentra en los alrededores de las principales calles como la avenida Eastman, calle Diego Portales y avenida Granizo. Este comercio le da gran parte de los ingresos a los habitantes de Olmué. La principal fuente de ingresos de la ciudad es el turismo. En Olmué se pueden visitar restaurantes, cabañas, festivales, cabalgatas, hosterías, hoteles y disfrutar de comidas típicas de Chile, además de exquisiteces como mermeladas, manjar con nueces o quesos de campo.

## Cultura

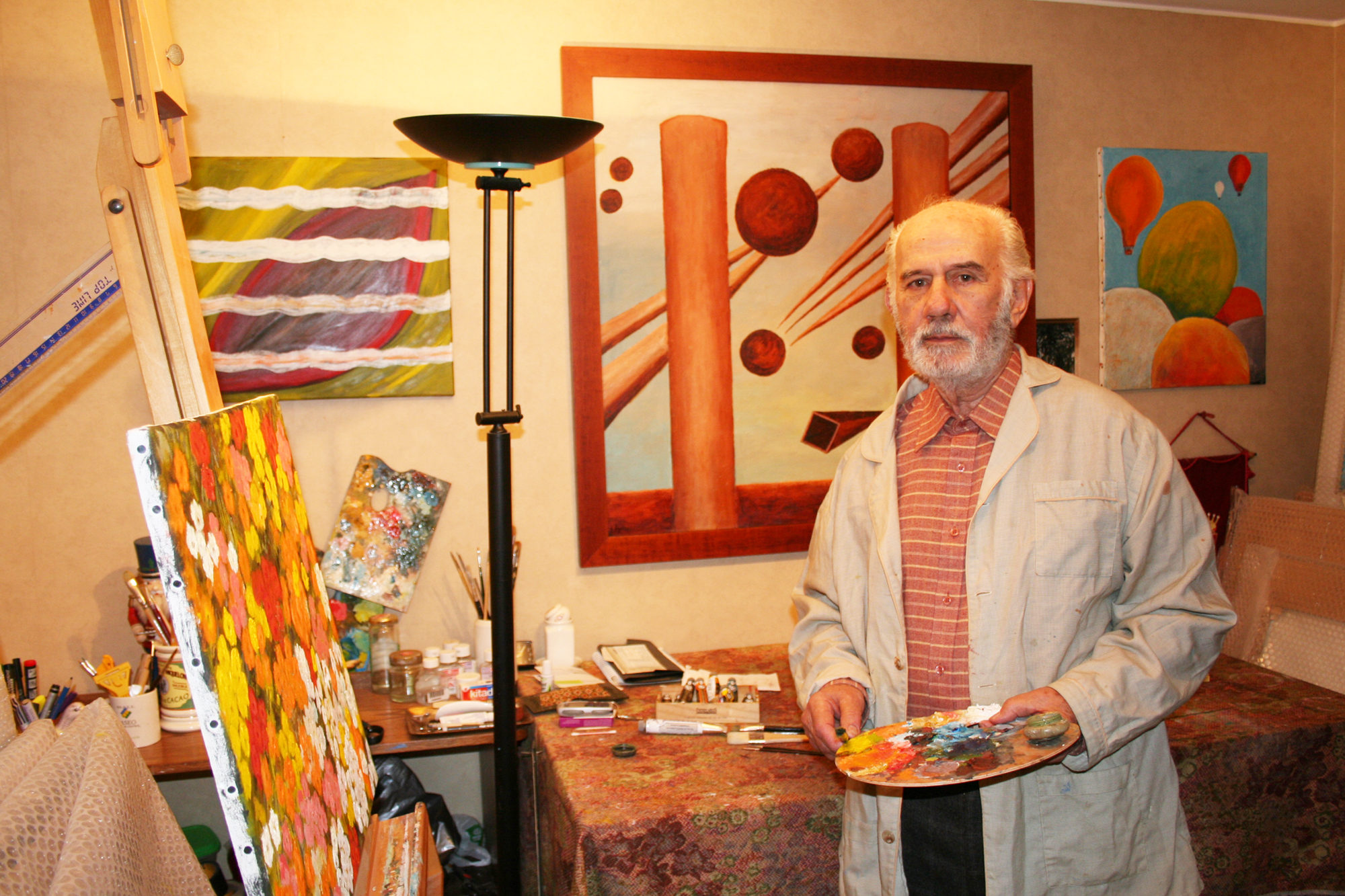
Eugenio Cruz Vargas en su taller en Olmué.

### Festival del Huaso de Olmué
En la comuna se realiza el popular y conocido Festival del Huaso de Olmué, cuyo certamen es realizado anualmente en el anfiteatro del parque El Patagual. El evento se realiza desde el año 1970, donde cada año se presentan artistas chilenos e internacionales.
El 18 de enero de 2014 , fallece en esta ciudad el notable poeta pintor chileno Eugenio Cruz Vargas.

## Lugares de interés

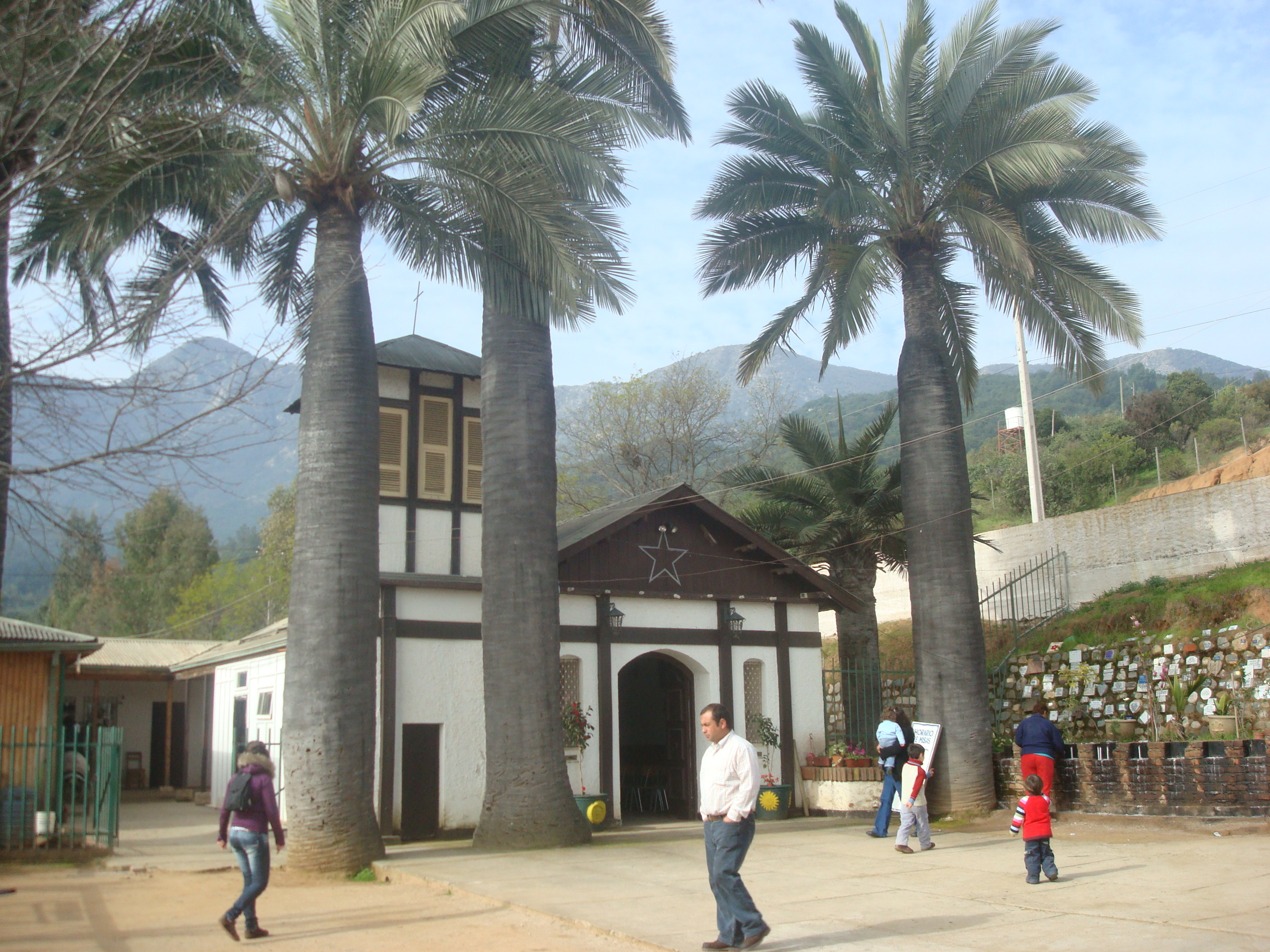
Santuario del Niño Dios de Las Palmas, Las Palmas, Olmué.

En la comuna se encuentran varios lugares turísticos, como la Capilla de La Dormida, declarada Monumento Nacional, que se ubica en el sector de La Dormida, quedando a unos 17 km del centro de la ciudad.
Otro de los lugares más relevantes de la zona es el Santuario del Niño Dios de Las Palmas, donde se encuentra uno de los íconos religiosos más importante de la comuna. También encontramos el parque nacional La Campana un lugar lleno de árboles nativos y fauna propia de la zona.
Además, en enero de 2021 se inauguró una ruta denominada "Camino del Brujo" que permite realizar un recorrido desde el centro de la comuna hasta el sector de Granizo, donde se encuentra el museo al aire libre, que destaca las tradiciones de la vida en el campo y variadas piezas artísticas.

## Transporte

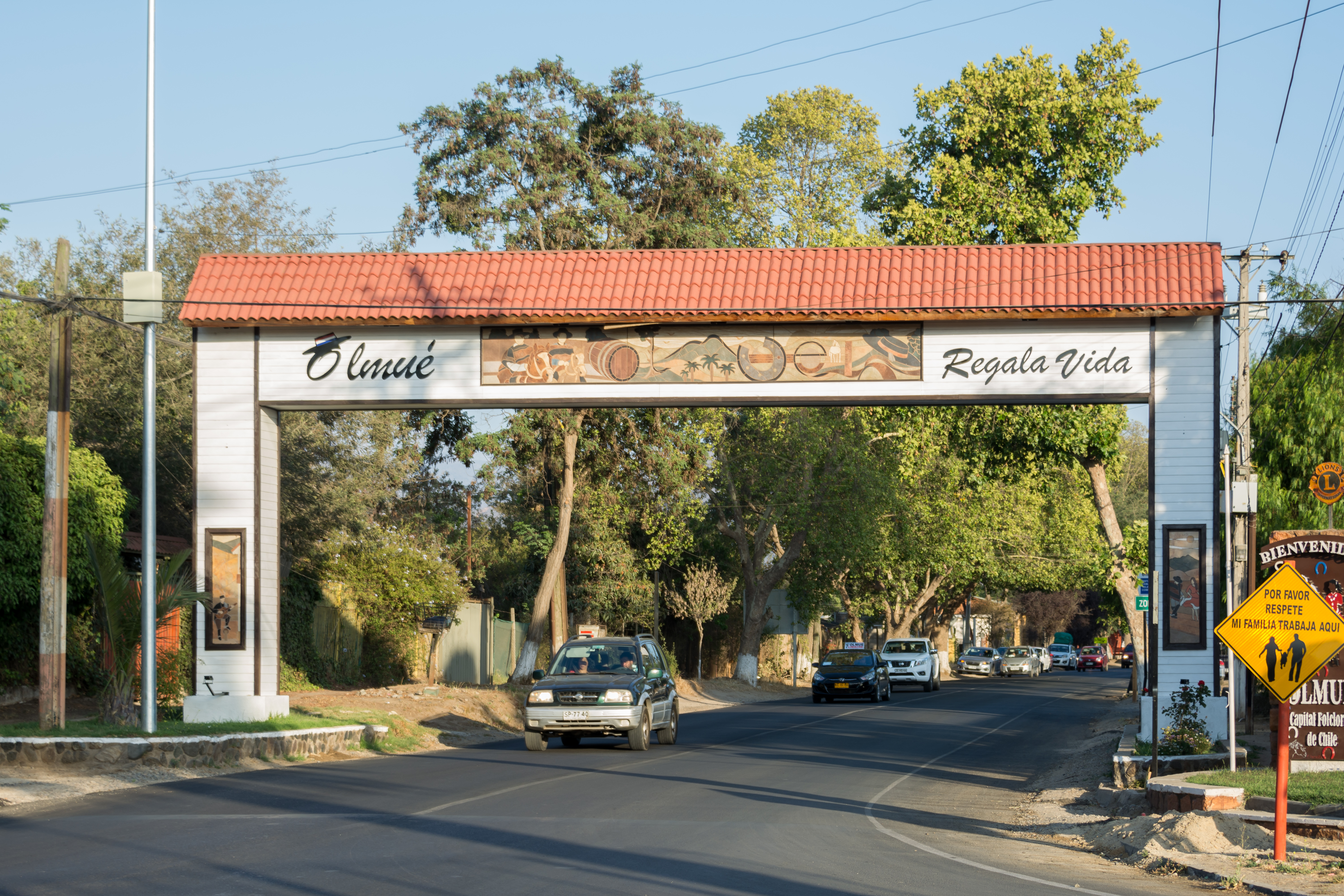
Entrada a Olmué desde la comuna de Limache.

La comuna de Olmué se encuentra a 12 km de Limache y a 60 km desde Valparaíso. Desde la ciudad de Santiago de Chile se puede llegar a través de la Cuesta de La Dormida que comunica a la ciudad y a Tiltil. 
Desde la capital de la Región y desde otras localidades de la costa (Litoral central) se puede llegar por el Camino Troncal que une a Valparaíso con La Calera, y de ahí ingresando a Olmué a través de Limache, por la avenida Eastman.
El transporte comunal circula en torno a determinadas calles, como la avenida Eastman, avenida Granizo y calle Diego Portales. También en sectores rurales como Las Palmas, Quebrada de Alvarado, La Dormida, La Vega, etc.